# Seleção Samoana de Rugby Union
A Seleção Samoana de Rugby Union (conhecida também como Manu Samoa) é uma equipe de rugby union que representa a Samoa em jogos internacionais. A seleção está no segundo grupo do rugby union mundial; já conseguiu se classificar em 6 Copas do Mundo. A seleção é apelidada Manu Samoa em homenagem a um lendário guerreiro samoano. A Seleção Samoana de Rugby Union executa antes de cada partida o Siva Tau, uma dança de guerra samoana.

## Desempenho em Copas do Mundo
| Ano  | Desempenho       | Jogos | Vitória                 | Empate | Derrota                        |
| ---- | ---------------- | ----- | ----------------------- | ------ | ------------------------------ |
| 1987 | Não participou   | 0     |                         |        |                                |
| 1991 | Quartas de final | 4     | País de Gales Argentina |        | Austrália Escócia              |
| 1995 | Quartas de final | 4     | Itália Argentina        |        | Inglaterra África do Sul       |
| 1999 | Repescagem       | 4     | Japão País de Gales     |        | Argentina Escócia              |
| 2003 | Primeira fase    | 4     | Uruguai Geórgia         |        | Inglaterra África do Sul       |
| 2007 | Primeira fase    | 4     | Estados Unidos          |        | África do Sul Tonga Inglaterra |
| 2011 | Primeira fase    | 4     | Namíbia Fiji            |        | País de Gales África do Sul    |
| 2015 | Classificada     |       |                         |        |                                |